# Маріо Піцціоло
Маріо Піцціоло (італ. Mario Pizziolo, * 7 грудня 1909, Кастелламмаре-Адріатіко — † 30 квітня 1990, Флоренція) — колишній італійський футболіст, опорний півзахисник.
Насамперед відомий виступами за клуб «Фіорентина», а також національну збірну Італії.
У складі збірної — чемпіон світу. 

## Клубна кар'єра
Вихованець юнацьких команд футбольних клубів «Ліворно» та «Тернана».
У дорослому футболі дебютував 1924 року виступами за команду клубу «Пістоєзе», в якій провів п'ять сезонів, взявши участь у 74 матчах чемпіонату. 
1929 року перейшов до клубу «Фіорентина», за який відіграв 7 сезонів. Більшість часу, проведеного у складі «Фіорентини», був основним гравцем команди. Завершив професійну кар'єру футболіста виступами за команду «Фіорентина» у 1936 році.

## Виступи за збірну
1933 року дебютував в офіційних матчах у складі національної збірної Італії. Протягом кар'єри у національній команді, яка тривала 4 роки, провів у формі головної команди країни 12 матчів, забивши 1 гол. У складі збірної був учасником домашнього для італійців чемпіонату світу 1934 року, на якому вони щдобули свій перший титул чемпіонів світу.

## Титули і досягнення
- Чемпіон світу (1):

1934